# Prince Abdulaziz
 (janvier 2015).
Le Prince Abdulaziz est un yacht à moteur de luxe, l'un des yachts de la famille royale saoudienne et l'un des plus grands yachts à moteur dans le monde. Il est en outre le plus grand yacht de la famille royale saoudienne et le yacht royal officiel de la monarchie saoudienne.
Le premier propriétaire était le roi d'Arabie Fahd Al Saoud. Après sa mort en 2005, la propriété du yacht passe à son demi-frère Abdallah. Mais le 23 janvier 2015 lorsque le roi Abdallah décéda, le yacht devint la propriété de Salmane ben Abdelaziz Al Saoud le demi-frère du défunt roi Abdallah.
Le nom prince Abdulaziz est celui de Fahd ben Abdelaziz Al Saoud roi d'Arabie saoudite et premier propriétaire du yacht. Le yacht est nommé en son honneur.
Le yacht navigue cependant très peu et se trouve au port de Volos en Grèce, la grande majorité de l'année. On le voit parfois en été au large du Cap d'Antibes ou de Vallauris, ville dans laquelle le roi d'Arabie vient passer ses vacances d'été. Il passe chaque été plusieurs semaines à Ibiza où sa présence est fortement contestée en raison de ses multiples infractions aux lois sur le respect de l'environnement (principalement ancrage dans les zones ultraprotégées de la Posidonia Oceanica). 
Il a été conçu par Maierform et construit en 1984 dans les chantiers Helsingør Værft à Elseneur au Danemark.
L'intérieur du yacht a été conçu par David Nightingale Hicks.
Lors de son lancement, avec une longueur de 147 mètres (482,3 pieds), le Prince Abdulaziz est le yacht à moteur le plus long et le plus grand dans le monde et a conservé ce statut pendant 22 ans.

En 2013, le Prince Abdulaziz détient ex æquo avec le yacht Topaz le titre du cinquième plus grand yacht privé du monde. Le navire bat de 1,28 m de longueur le sixième plus grand yacht privé du monde, l’El Mahroussa.

## Caractéristiques
Le navire mesure 147 mètres de long, 18,3 mètres de large et un tirant d'eau de 4,9 mètres.
Il est propulsé par deux groupes diesel SEMT Pielstick de 5 816 kW. Sa vitesse de croisière est de 18 nœuds (33 km/h), mais elle peut être portée à 22 nœuds (41 km/h).
À pleine capacité, le yacht nécessite un équipage de 60 à 65 personnes,.
Le Prince Abdulaziz comporte plusieurs salons, une grande salle-à-manger pour 30 personnes, une hélisurface pouvant accueillir un hélicoptère Eurocopter EC-155 qui est situé à l'avant du yacht, une piscine, plusieurs jacuzzis, un cinéma, une bibliothèque, plusieurs garages pour ranger des jets-ski et même une mosquée privée.